# Graptus triguttatus
Il trifoglio comune (Graptus triguttatus (Fabricius, 1775)) è un coleottero della famiglia dei Curculionidi.

## Descrizione
Il nome scientifico del genere Graptus in latino "inciso, scritto"; il nome della specie triguttatus, significa "con tre gocce" e descrive il disegno delle elitre. La lunghezza del corpo varia tra 5,7 e 10 millimetri.
L'apparato boccale è situato su un'estensione della testa. Le antenne attorcigliate sono costituite da una struttura che si estende fino al bordo anteriore dell'occhio.

## Distribuzione e habitat
L'area di distribuzione è limitata all'Europa e comprende il Regno Unito, la Francia, la Germania, l'Austria, l'Italia, la Repubblica Ceca, l'Ungheria, Moldavia e la Russia.